# Juan Ferrero
Juan Ferrero (ur.  5 kwietnia 1918 w Puente Almuhey, zm. 17 czerwca  1958 w Bordeaux) – hiszpański kulturysta.

## Życiorys
Urodził się pod nazwiskiem Fidel Ferrero Colino (po latach zmienił imię na "Juan") w małej miejscowości Puente Almuhey w hiszpańskiej prowincji León. Jego ojciec, Alfonso Ferrero, był zatrudniony w fabryce węgla drzewnego.
W roku 1925 rodzina Ferrero przeprowadziła się do Bordeaux we Francji.
W 1939 w Bordeaux ożenił się z hiszpańską tancerką Magdaleną Isabel Martínez Cuadros, z którą miał dwoje dzieci, Rodolfo i Anitę. Rodolfo podążył śladami ojca i w wieku 23 lat został Plus Atlete de France w 1961.
W 1952, podczas zawodów zorganizowanych przez federację NABBA w Scala Theatre w Londynie, wywalczył tytuł Mr. Universe.
Zmarł 17 czerwca 1958 w wypadku samochodowym.

## Osiągnięcia
- 1943:
  - Mr. France – III m-ce
- 1950:
  - Mr. Universe – federacja NABBA, kategoria średnia – I m-ce
- 1951:
  - Mr. Universe – fed. NABBA, kat. średnia – I m-ce
- 1952:
  - Universe Pro – fed. NABBA, kat. średnia – I m-ce
  - Universe Pro – fed. NABBA – całkowity zwycięzca
- czterokrotnie znalazł się na okładce pisma Health and Strength[3]